# Prefectura Yamaguchi

Harta prefecturii Yamaguchi

Prefectura Yamaguchi (山口県 Yamaguchi-ken?) este una din prefecturile din Japonia.

## Geografie

### Municipii

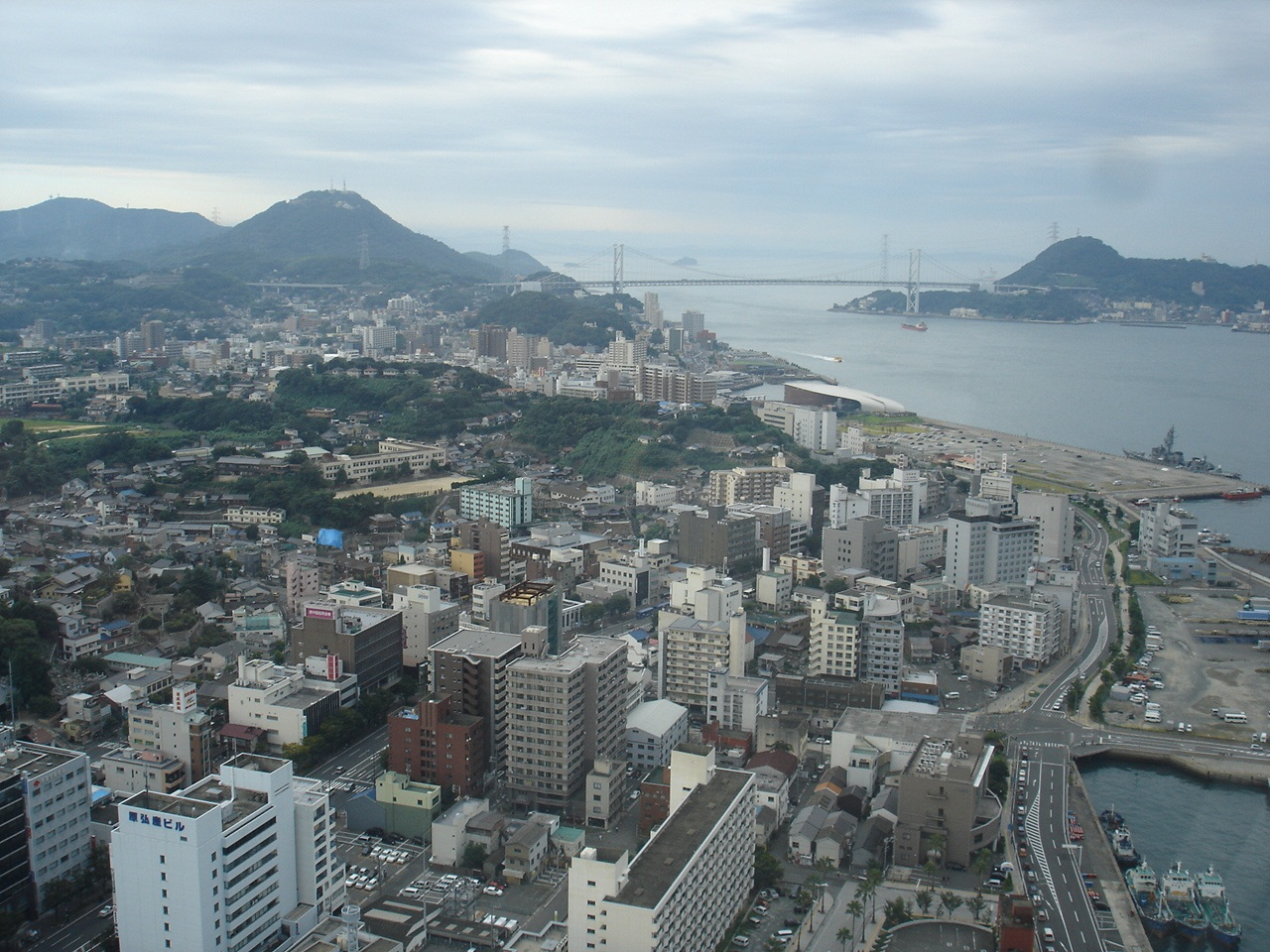
Shimonoseki şi strâmtoarea Kanmon

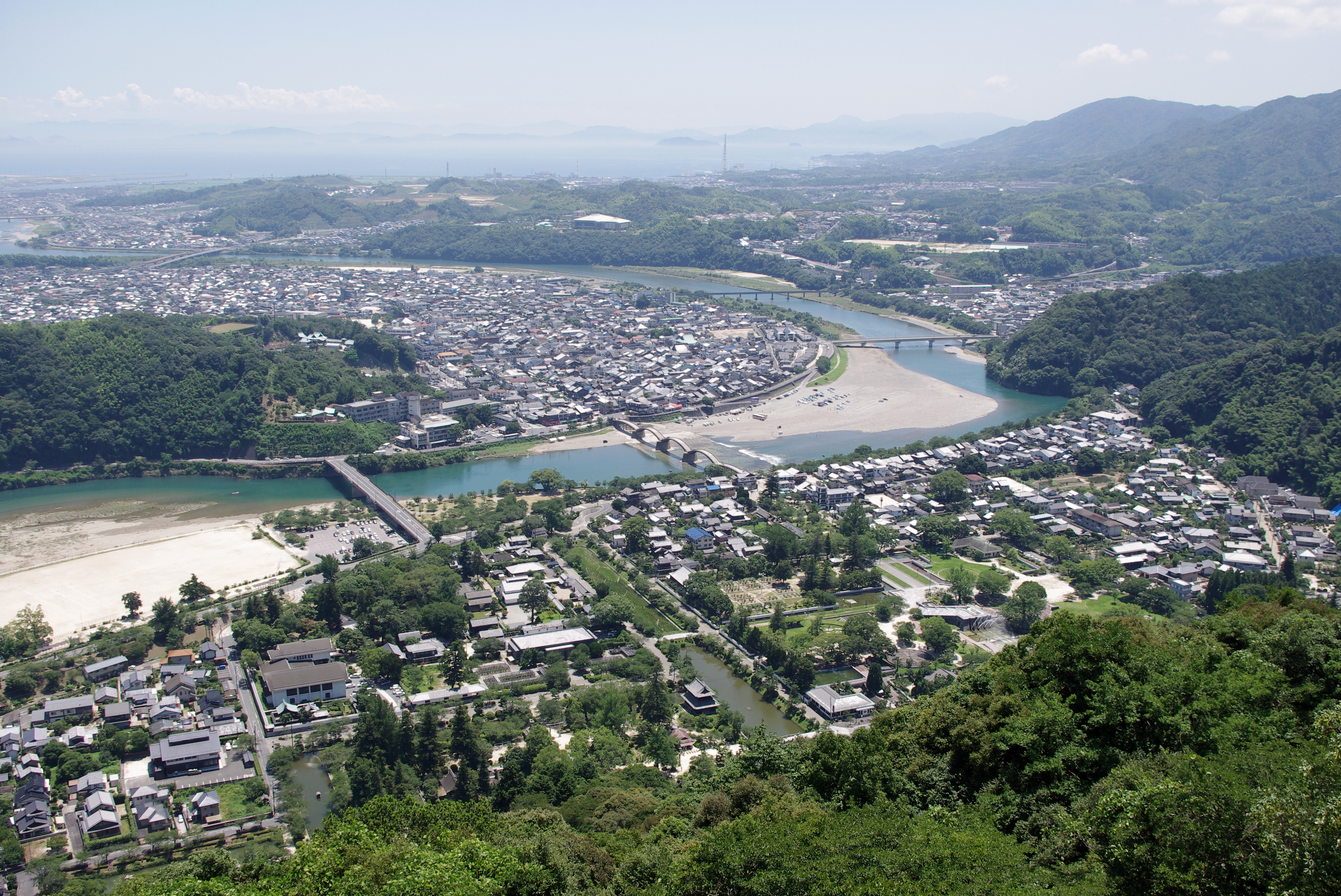
Iwakuni

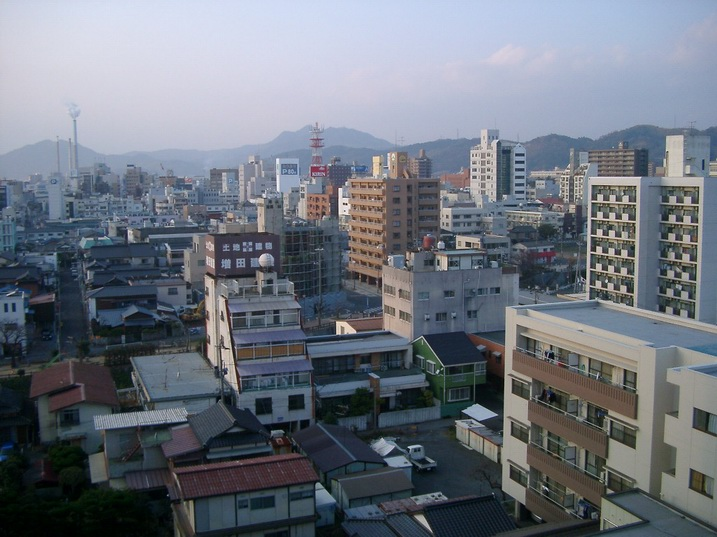
Shunan

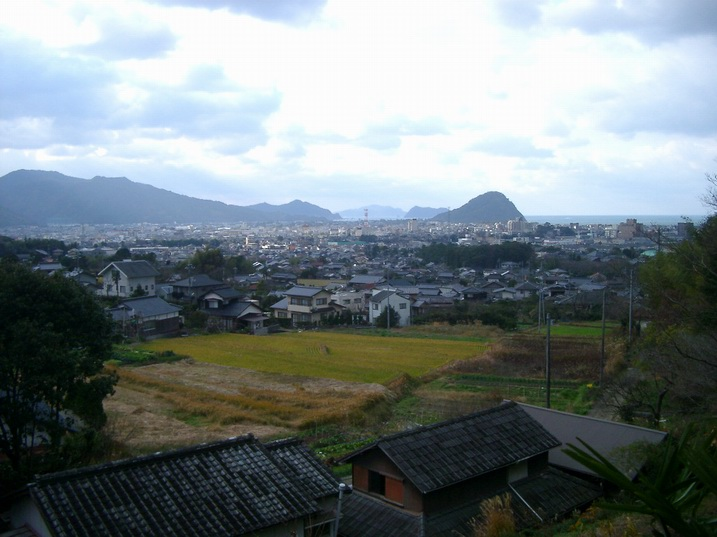
Hagi

Prefectura cuprinde 13 localități cu statut de municipiu (市):
| - Hagi - Hikari - Hōfu - Iwakuni | - Kudamatsu - Mine - Nagato | - Sanyōonoda - Shimonoseki - Shūnan | - Ube - Yamaguchi (centrul prefectural) - Yanai |